# Hugonia talbotii
Hugonia talbotii är en linväxtart som beskrevs av De Wild.. Hugonia talbotii ingår i släktet Hugonia och familjen linväxter. Inga underarter finns listade i Catalogue of Life.